# أتيكا (إنديانا)
أتيكا (بالإنجليزية: Attica, Indiana)‏ هي مدينة تقع في الولايات المتحدة في مقاطعة فاونتن (إنديانا). يقدر عدد سكانها بـ 3,245 نسمة ومساحتها 4.14 كم2 وترتفع عن سطح البحر 166 متر.

## التركيبة السكانية
قام مكتب تعداد الولايات المتحدة بتحديد بيانات التركيبة السكانية لأتيكا في تعداد الولايات المتحدة. في ما يلي، التركيبة السكانية حسب تعدادي 2000 و2010.

### تعداد عام 2000
بلغ عدد سكان أتوميك سيتي 25 نسمة بحسب تعداد عام 2000، وبلغ عدد الأسر 16 أسرة وعدد العائلات 7 عائلة مقيمة في المدينة. في حين سجلت الكثافة السكانية 245.4 نسمة لكل ميل مربع (94.7/كم2). وبلغ عدد الوحدات السكنية 22 وحدة بمتوسط كثافة قدره 216.0 نسمة لكل ميل مربع (83.4/كم2).
وتوزع التركيب العرقي للمدينة بنسبة.
```
وبلغ متوسط حجم الأسرة المعيشية 2.29، أما متوسط حجم العائلات فبلغ 1.56.
```

بلغ العمر الوسطي للسكان 58 عاماً.
بلغ متوسط دخل الأسرة في المدينة 9,375 دولار، أما متوسط دخل العائلة فبلغ 8,750 دولار. وكان متوسط دخل الذكور 43,750 دولار مقابل 8,750 دولار للإناث. وسجل دخل الفرد الخاص بالمدينة 16,276 دولار.

### تعداد عام 2010
بلغ عدد سكان أتوميك سيتي 29 نسمة بحسب تعداد عام 2010، وبلغ عدد الأسر 17 أسرة وعدد العائلات 9 عائلة مقيمة في المدينة. في حين سجلت الكثافة السكانية 263.6 نسمة لكل ميل مربع (101.8/كم2). وبلغ عدد الوحدات السكنية 48 وحدة بمتوسط كثافة قدره 436.4 لكل ميل مربع (168.5/كم2).
وتوزع التركيب العرقي للمدينة بنسبة 96.6% من البيض و 3.4% من الأمريكيين الأصليين.
```
وكانت نسبة 47.1% من غير العائلات. وبلغ متوسط حجم الأسرة المعيشية 2.11، أما متوسط حجم العائلات فبلغ 1.71.
```

بلغ العمر الوسطي للسكان 59.8 عاماً. وكانت نسبة 0.0% من القاطنين تحت سن الثامنة عشر، وكانت نسبة 0.0% بين الثامنة عشر والأربعة وعشرون عاماً، ونسبة 6.9% كانت واقعةً في الفئة العمرية ما بين الخامسة والعشرون حتى والأربعة وأربعون عاماً، ونسبة 58.6% كانت ما بين الخامسة والأربعون حتى الرابعة والستون، ونسبة 34.5% كانت ضمن فئة الخامسة والستون عاماً فما فوق. وتوزع التركيب الجنسي للسكان بنسبة 48.3% ذكور و51.7% إناث.